# الحنامي (إب)

تعديل مصدري - تعديل

الحنامي هي إحدى قرى عزلة بني محرم بمديرية إب التابعة لمحافظة إب، بلغ تعداد سكانها 605 نسمة حسب تعداد اليمن لعام 2004.